# Gabriel Reguero
Reguero  Corral est un nom espagnol. Le premier nom de famille, en général paternel, est Reguero ; le second, en général maternel, souvent omis, est Corral.
Gabriel Reguero Corral (né le 6 avril 1993, à Dúrcal en Andalousie) est un coureur cycliste espagnol.

## Biographie
En 2009, Gabriel Reguero se classe deuxième du championnat d'Espagne sur route dans la catégorie cadets (moins de 17 ans). Il court ensuite au sein de l'équipe Fermasa-Construcciones Armilla chez les juniors (moins de 19 ans). Durant cette période, il décroche notamment un titre de champion provincial.
En 2014, il devient champion d'Andalousie du contre-la-montre espoirs (moins de 23 ans). Il montre également de bonnes qualités de grimpeur en finissant sixième du Tour de Navarre et huitième du Tour de la Bidassoa. L'année suivante, il brille de nouveau dans les courses par étapes amateurs en terminant troisième du Tour de Palencia, ou encore cinquième du Tour de Castellón et du Tour de León. 
Il décide de rejoindre l'équipe luxembourgeoise Differdange-Losch en 2016. Pour ses débuts au niveau continental, il s'illustre sur le Tour de Hongrie en terminant deuxième de l'étape reine et quatrième du classement général. Deux ans plus tard, il intègre la formation bahreïnie VIB Sports, pour bénéficier d'un calendrier plus difficile au niveau des parcours. Principalement actif en Afrique et en Asie, il finit troisième du Tour d'Algérie, quatrième du Tour de la Wilaya d'Oran, sixième du Sharjah Tour ou encore dixième du Tour de Mevlana. En 2019, il se classe neuvième du Tour de Mersin et du Tour d'Iran - Azerbaïdjan.
Pour la saison 2020, il est recruté par la structure Bahrain Cycling Academy. Il reprend la compétition avec une belle sixième position sur le Tour d'Antalya, au milieu de plusieurs professionnels européens. Son programme est cependant contrarié par la pandémie de Covid-19, qui interrompt une bonne partie du calendrier. Il ne dispute que trois autres courses, dont le Tour de Savoie Mont-Blanc, qu'il conclut à la dix-huitième place. On le retrouve ensuite engagé dans la formation turque Spor Toto en 2021. 
Durant l'été 2022, il porte les couleurs du Vélo du Centre et de la Caraïbe dans les Antilles françaises.

## Palmarès
- 2009
  - 2e du championnat d'Espagne sur route cadets
- 2014
  - Champion d'Andalousie du contre-la-montre espoirs
- 2015
  - 3e du championnat d'Andalousie du contre-la-montre espoirs
  - 3e du Tour de Carcabuey
  - 3e du Tour de Palencia
- 2018
  - 3e du Tour d'Algérie

## Classements mondiaux
| Année           | 2016 | 2017   | 2018   |
| --------------- | ---- | ------ | ------ |
| UCI Europe Tour | 951e | 1 546e | 1 814e |
| UCI Asia Tour   |      |        | 213e   |
| UCI Africa Tour |      |        | 66e    |